# بریستول (رود آیلند)
بریستول (به انگلیسی: Bristol) یک منطقهٔ مسکونی در ایالات متحده آمریکا است که در شهرستان بریستول، رود آیلند واقع شده‌است. بریستول ۵۳٫۴ کیلومتر مربع مساحت و ۲۲٬۴۹۳ نفر جمعیت دارد و ۰–۴۰ متر بالاتر از سطح دریا واقع شده‌است.